# FDGB-Pokal der Jugend 1952
Der FDGB-Pokal der Jugend 1952 war die 1. Auflage des Fußball-Pokalwettbewerbs für die besten Mannschaften der Sportvereinigungen in der Altersklasse 17/18 auf dem Gebiet der DDR, der vom FDGB in Verbindung mit der Sektion Fußball der DDR veranstaltet und durchgeführt wurde. Der Pokalsieger wurde bei einem Endrundenturnier ermittelt, das vom 25. bis 28. September 1952 in Rostock stattfand. Im Gegensatz zu den Folgejahren wurde der Pokal bei der 1. Auflage dem Gesamtsieger aus sportlichem Wettkampf (Fußballturnier, Leichtathletiktest, Sportschießen sowie Anzahl der Träger des Sportleistungsabzeichen), Kulturwettstreit (halbstündiges Kulturprogramm, Ausgestaltung der Quartiere sowie Anfertigen einer Wandzeitung) und diszipliniertes Verhalten gestiftet. Den Wanderpokal sicherte sich die BSG Motor Limbach-Oberfrohna mit einem Punkt Vorsprung auf die BSG Wismut Oberschlema.

## Teilnehmende Mannschaften
Am FDGB-Pokal der Jugend (A-Jugend) für die Altersklasse (AK) 17/18 nahmen die Sieger bzw. dessen Vertreter von 15 Sportvereinigungen auf dem Gebiet der DDR und der Gastgeber teil. Spielberechtigt waren Spieler bis zum 18. Lebensjahr (Stichtag: 1. August 1934).
Folgende Mannschaften qualifizierten sich für den FDGB-Pokal der Jugend:
| - Aktivist BSG Aktivist Brieske-Ost - Aufbau BSG Aufbau Brandenburg - Chemie BSG Chemie Bitterfeld - Einheit BSG Einheit Rostock - Empor BSG Empor Neuruppin | - Fortschritt BSG Fortschritt Forst - Lokomotive BSG Lokomotive Stralsund - Medizin BSG Motor Rostock (sprang kurzfristig für den Teilnehmer der SV Medizin ein) - Motor BSG Motor Limbach-Oberfrohna - Post BSG Post Schwerin | - Rotation BSG Rotation Babelsberg - Stahl BSG Stahl Riesa - Traktor BSG Traktor Pustleben - Turbine BSG Turbine Gardelegen - Wismut BSG Wismut Oberschlema - Wissenschaft HSG Wissenschaft Halle |

## Gesamtwertung FDGB-Pokal
Die BSG Motor Limbach-Oberfrohna sicherte sich den Wanderpokal vor der BSG Wismut Oberschlema, die beide besonders durch ihr Kulturprogramm punkteten. Der HSG Wissenschaft Halle brachte in erster Linie die Wandzeitung den dritten Platz ein.
|     | Mannschaft                   | Punkte |
| --- | ---------------------------- | ------ |
| 01. | BSG Motor Limbach-Oberfrohna | 157    |
| 02. | BSG Wismut Oberschlema       | 156    |
| 03. | HSG Wissenschaft Halle       | 144    |
| 04. | BSG Fortschritt Forst        | 136    |
| 05. | BSG Turbine Gardelegen       | 131    |
| 06. | BSG Lokomotive Stralsund     | 122    |
| 07. | BSG Aktivist Brieske-Ost     | 121    |
| 08. | BSG Post Schwerin            | 119    |
| 09. | BSG Traktor Pustleben        | 118    |
| 10. | BSG Aufbau Brandenburg       | 110    |
| 11. | BSG Empor Neuruppin          | 103    |
| 12. | BSG Einheit Rostock          | 092    |
| 13. | BSG Chemie Bitterfeld        | 090    |
| 14. | BSG Motor Rostock            | 076    |
| 15. | BSG Stahl Riesa              | 073    |
| 16. | BSG Rotation Babelsberg      | 063    |

## Fußballturnier

### Modus
In der Vorrunde wurden die Spiele in vier Staffeln nach dem Modus „Jeder gegen Jeden“ in einer einfachen Runde über 2 × 15 Minuten ausgetragen. Die vier Staffelsieger ermittelten ab dem Halbfinale den Pokalsieger.

### Halbfinale
| Datum            |                       | Ergebnis |                       |
| ---------------- | --------------------- | -------- | --------------------- |
| Sa 27. September | BSG Motor Rostock     | 2:0      | BSG Fortschritt Forst |
| Sa 27. September | BSG Chemie Bitterfeld | 1:0      | BSG Post Schwerin     |

### Spiel um Platz 3
| Datum            |                       | Ergebnis |                   |
| ---------------- | --------------------- | -------- | ----------------- |
| So 28. September | BSG Fortschritt Forst | 1:3      | BSG Post Schwerin |

### Finale
| Datum            |                   | Ergebnis |                       |
| ---------------- | ----------------- | -------- | --------------------- |
| So 28. September | BSG Motor Rostock | 2:0      | BSG Chemie Bitterfeld |